# Piszkos alku (film, 1986)
A Piszkos alku (eredeti cím: Raw Deal) 1986-ban bemutatott amerikai akciófilm, amelynek főszereplője Arnold Schwarzenegger. A film egy szervezett bűnözéssel foglalkozó bandába beépült ügynökről szól, akit személyes indítékok vezérelnek. Az élőszereplős játékfilm rendezője John Irvin, produere Martha De Laurentiis. A forgatókönyvet Gary DeVore és Norman Wexler írta, a zenéjét Chris Boardman, Tom Bähler és Albhy Galuten szerezte. A mozifilm a Famous Films és az International Film Corporation gyártásában készült, a De Laurentiis Entertainment Group forgalmazásában jelent meg. Műfaja bűnügyi film. Amerikában 1986. június 6-án mutatták be a mozikban. Magyarországon viszonylag kevés késéssel bemutatták, a mozikban feliratos változatban vetítették. A magyar változattal 1991-ben adták ki VHS-en.

## Cselekmény
Mark Kaminski korábban az FBI ügynöke volt, mostanában azonban egy kisváros seriffjeként csípi fülön a helyi csirkefogókat. A pályamódosítás oka, hogy elbocsátották a cégtől, miután meglehetősen durva módszerekkel üldözte a bűnt. Egyik nap egy régi barátja, Harry Shannon látogatja meg a korábbi munkahelyétől egy szomorú hírrel: a fiát, aki szintén ügynök lett, társaival és egy általuk őrzött koronatanúval együtt meggyilkolták. A tanú a hírhedt maffiafőnök, Luigi Patrovita szervezete ellen tanúskodott volna. Shannon személyes bosszútól is vezérelve megkéri Kaminskit, hogy épüljön be Patrovita bandájába és buktassa le őket. Az ügy teljesen magánakció Shannon részéről, csak ők ketten tudnak róla, hogy Joey P. Brenner, a nagymenő bűnöző Kaminski álcája, aki mint Brenner lavinaként forgatja fel az alvilági köröket, hogy néhány látványos akció után elnyerje a bandafőnök bizalmát, és egyre közelebb kerüljön a célhoz. Csakhogy egy tégla is van a cégnél, aki a maffiának dolgozik, és mikor megpróbálják a lebuktatott Kaminskit és Shannont likvidálni, Kaminski teljes tűzerővel indul leszámolni a bűnözőkkel.

## Szereplők
| Szereplő                        | Színész               | Magyar hang      |
| ------------------------------- | --------------------- | ---------------- |
| Mark Kaminski (Joey P. Brenner) | Arnold Schwarzenegger | Vass Gábor       |
| Monique                         | Kathryn Harrold       | Prókai Annamária |
| Harry Shannon                   | Darren McGavin        | Huszár László    |
| Luigi Patrovita                 | Sam Wanamaker         | Láng József      |
| Paulo Rocca                     | Paul Shenar           | Schnell Ádám     |
| Martin Lamanski                 | Steven Hill           | Horkai János     |
| Marvin Baxter                   | Joe Regalbuto         | Jakab Csaba      |
| Max Keller                      | Robert Davi           | Felföldi László  |
| Baker                           | Ed Lauter             | Fülöp Zsigmond   |
| Marcellino                      | Mordecai Lawner       | Botár Endre      |
| Amy Kaminski                    | Blanche Baker         | Györgyi Anna     |